# جغدمگس
جغدمگس (نام علمی: Ascalaphidae) نام یک تیره از راسته بال‌توری‌سانان است.